# Mauron
Mauron (en bretó Maoron) és un municipi francès, situat a la regió de Bretanya, al departament d'Ar Mor-Bihan. L'any 2006 tenia 3.097 habitants. Es troba a la cruïlla de camins que porta de Dinan a Gwened i de Rennes a Quimper. A l'inici del curs 2007 el 6,3% dels alumnes del municipi eren matriculats a la primària bilingüe.

## Demografia
| 1962                                       | 1968  | 1975  | 1982  | 1990  | 1999  |
| ------------------------------------------ | ----- | ----- | ----- | ----- | ----- |
| 3.062                                      | 3.216 | 3.237 | 3.365 | 3.396 | 3.196 |
| Des de 1962: població sense dobles comptes |       |       |       |       |       |

## Administració
| Període   | Identitat                  | Partit |
| --------- | -------------------------- | ------ |
| 1989-1995 | Claude Dréano              |        |
| 1995-2001 | Michel Colleu              |        |
| 2001-2005 | Jean-Marie Desgrées du Loû |        |
| 2005-     | Christian Perrocheau       |        |